# Gobichelifer chelanops
Genre
Espèce
Synonymes
- Chelifer chelanops Redikorzev, 1922
- Chelifer semenovi Redikorzev, 1934
- Gobichelifer dashdorzhi Krumpál, 1979

Gobichelifer chelanops, unique représentant du genre Gobichelifer, est une espèce de pseudoscorpions de la famille des Cheliferidae.

## Distribution
Cette espèce se rencontre au Kazakhstan, en Ouzbékistan, au Kirghizistan, au Tadjikistan, au Pakistan et en Mongolie.

## Publications originales
- Redikorzev, 1922 : Pseudoscorpions nouveaux. II. Ezhegodnik Zoologicheskago Muzeya, vol. 23, p. 257-272.
- Krumpál, 1979 : Gobichelifer dashdorzhi (Pseudoscorpionidea, Cheliferidae) eine neue Gattung und species aus der Mongolei. Biologia, vol. 34, p. 667-672.